# 아니에네강
아니에네강[이탈리아어: Aniene, 라틴어: Anio, 옛 명칭은 Teverone(테베로네)]은 이탈리아 라치오주의 강이다. 길이는 98km이다. 트레비넬라치오의 산맥에서 발원하여 서쪽으로 흘러가면서 수비아코, 비코바로, 티볼리를 지나 테베레강(티베르강)으로 흘러든다. 고대에는 로마의 수도교 대부분이 아니에네 강이나 이 강으로 흘러드는 개천을 수원지로 했다.
이 강을 건너는 유명한 역사적인 다리에는 노멘타노 다리, 살라리오 다리, 산 프란체스코 다리가 있는데 이들 모두 원래는 탑으로 방어되어 있었다. 로마 시대에 지은 수비아코 댐은 동명의 마을인 수비아코에 있으며, 고대에 지어진 가장 높은 댐으로 여겨진다. 이 댐은 1305년에 파괴될 때까지 사용된 채로 남아 있었다.

## 사진

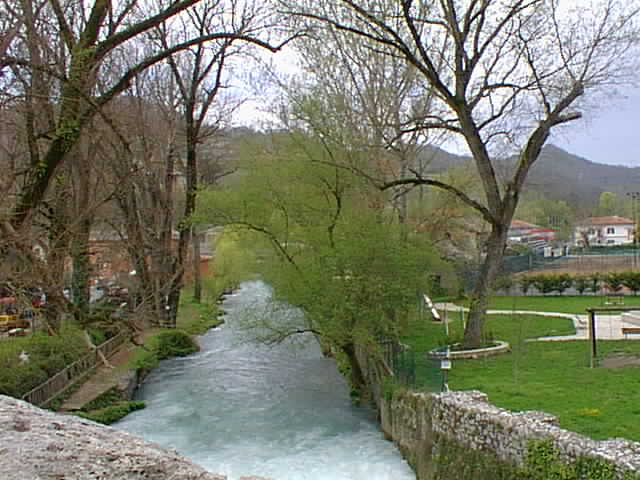
수비아코의 아니에네 강
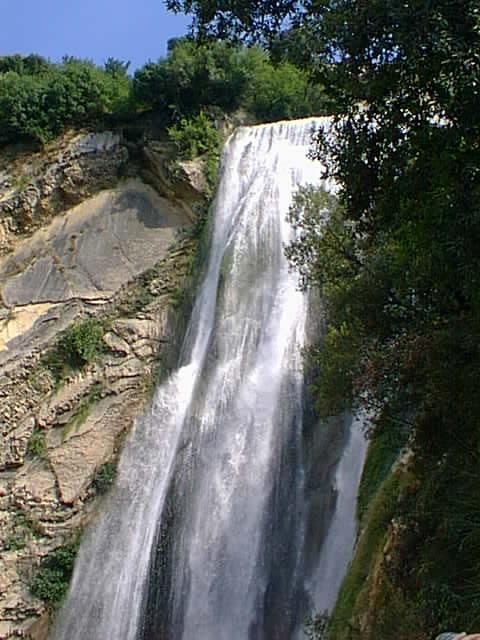
티볼리의 폭포
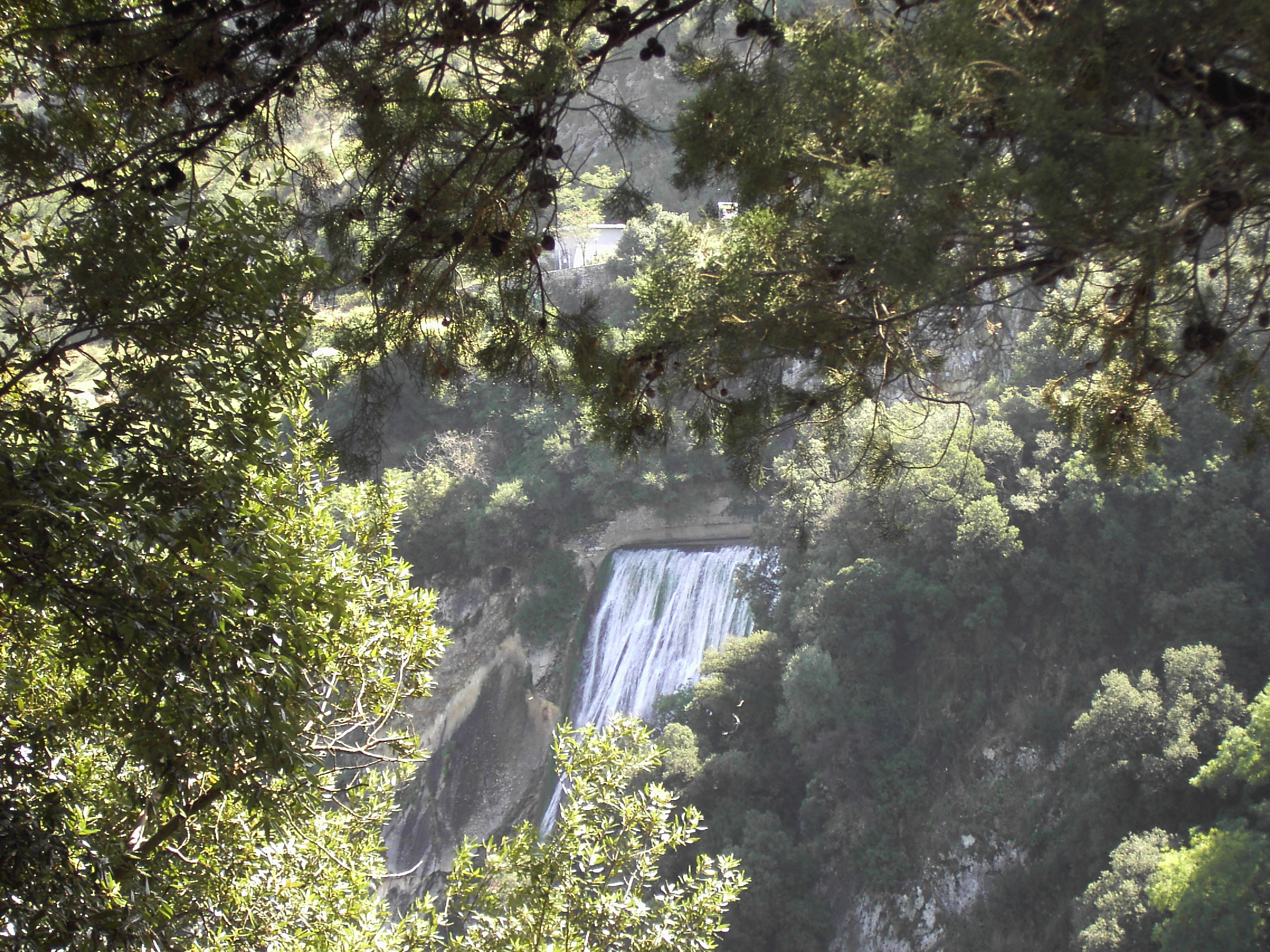
티볼리의 폭포
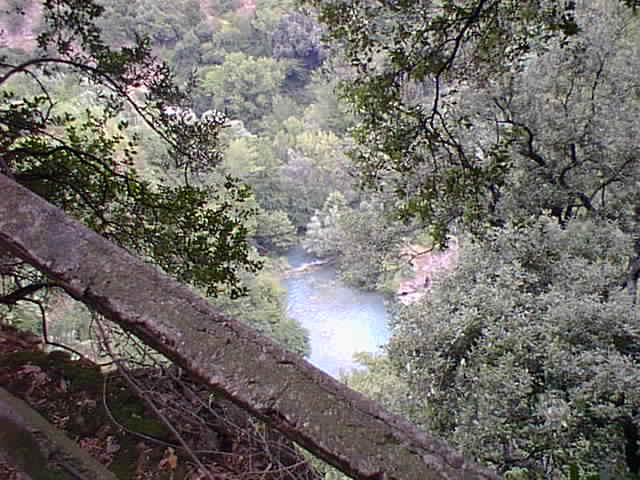
빌라 그레고리아나의 티볼리 폭포

## 같이 보기
- 아쿠아 마르티아